# نيلسون أوليفيرا
نيلسون ميغيل كاسترو أوليفيرا (بالبرتغالية: Nélson Miguel Castro Oliveira‏) (مواليد 8 أغسطس 1991 في بارسيلوس، البرتغال) لاعب كرة قدم برتغالي يجيد اللعب في مركز المهاجم ويلعب حاليا في بنفيكا البرتغالي منذ 2006.

## روابط خارجية
- نيلسون أوليفيرا على موقع الاتحاد الدولي (مؤرشف)  (الإنجليزية)
- نيلسون أوليفيرا على موقع الاتحاد الأوربي (الإنجليزية)
- نيلسون أوليفيرا على موقع قاعدة بيانات كرة القدم.إي يو (الإنجليزية)
- نيلسون أوليفيرا على موقع ناشيونال فوتبول تيمز (الإنجليزية)
- نيلسون أوليفيرا على موقع Soccerbase.com (لاعب) (الإنجليزية)
- نيلسون أوليفيرا على موقع Soccerway.com (الإنجليزية)
- نيلسون أوليفيرا على موقع عالم كرة القدم.نت (الإنجليزية)
- نيلسون أوليفيرا على موقع AS.com (الإسبانية)